# N-Nitrosomethylvinylamin
N-Nitrosomethylvinylamin ist eine chemische Verbindung aus der Gruppe der Nitrosamine.

## Eigenschaften
N-Nitrosomethylvinylamin ist eine gelbe Flüssigkeit, die wenig löslich in Wasser und instabil unter Lichteinwirkung und in wässriger Lösung ist (10 % Zersetzung in 24 Stunden). Sie löst bei Ratten bei oraler Gabe Papillome und Plattenepithelkarzinome der Speiseröhre, sowie Karzinome der Zunge und des Rachens aus.

## Verwendung und Vorkommen
N-Nitrosomethylvinylamin wird in der Forschung verwendet und entsteht als Nebenprodukt bei chemischen Reaktionen in der der Automobil-, Farbstoff-, Gummi- und Lederindustrie.

## Regulierung
Über den Safe Drinking Water and Toxic Enforcement Act of 1986 besteht in Kalifornien seit 1. Januar 1988 eine Kennzeichnungspflicht für Produkte, die N-Nitrosomethylvinylamin enthalten.